# Радиозасичане
 Тази статия е за радиозасичането като техническа дейност.  За спорта вижте спортно радиоориентиране.  
Радиозасичането е пасивна радиопеленгация, която има за цел да определи точното местоположение на един или повече радиопредаватели. Има два основни принципа – триангулация и маневриране по силата и посоката на сигнала. Радиозасичането е елемент от радионавигацията, аварийно-спасителните дейности и радиоелектронното противодействие за целите на отбраната и националната сигурност. Радиозасичането е в основата на спортното радиоориентиране.

## Радиотриангулация
Триангулацията се осъществява в три последователни стъпки:
1. определя се точното местоположение на приемната станция (на схемата – точка А);
2. чрез антена с тясна насоченост, която се върти около собствената си ос, се определя посоката, от която засичаният сигнал постъпва с максимална сила;
3. на топографска карта се построява вектор от приемната станция в посока към сигнала – пеленг или директриса (на схемата – {\displaystyle {\overrightarrow {AC}}}) и се определя ъгълът θ между посоката Север (на схемата – {\displaystyle {\overrightarrow {AN}}}) и направлението на директрисата – азимут.

За осъществяване на триангулация са необходими две станции или след построяване на директрисата и определяне на азимута, приемната станция да смени своето местоположение и да извърши ново определяне. Когато са известни две или повече местоположения на приемане на сигнала, те се отбелязват на топографска карта и се построява правата AB, на която лежат. Въз основа на определените азимути (θ1 и θ2) и директриси (на схемата – {\displaystyle {\overrightarrow {AC}}} и {\displaystyle {\overrightarrow {BC}}}), местоположението на излъчващата станция C се определя като сбора от вътрешните ъгли на триъгълника, в който са известни ъглите α и β (α + β + γ = 180), или като височината h от С към АВ, за която е в сила:
{\displaystyle h={\frac {AB}{{\frac {1}{\tan \alpha }}+{\frac {1}{\tan \beta }}}}}
Триангулацията се използва за радионавигация, когато се определя местоположението на кораби, самолети и спътници от Земята. Прилага се и за целите на отбраната и националната сигурност, както и за осъществяване на административен контрол на радиолюбителската дейност.

## Маневриране по силата и посоката на сигнала
Маневриране се осъществява, когато приемащата станция се намира в движение и определя своя курс по силата и посоката на един или повече източници на радиосигнали. Маневриране се осъществява за целите на:
- радионавигацията, когато кораби, самолети и спътници коригират своя курс по сигнали на радиофарове от Земята;
- аварийно-спасителната дейност, когато спасителните служби издирват затрупани от лавини, корабокрушенци и други, по сигнали от различни спасителни радиосредства – т. нар. „аварийни“ или „спасителни“ маяци;
- военното дело, когато ракетите се насочват по сигнала от радарите на ПВО или от комуникационните спътници в околоземна орбита.

## Галерия
- Украинска мобилна военна станция за радиозасичане „Колчуга“
- Противорадиолокационна ракета ALARM, подвесена на лявото крило на Panavia Tornado